# Scotocampa indigesta
Scotocampa indigesta là một loài bướm đêm trong họ Noctuidae.